# Gouinia
Gouinia là một chi thực vật có hoa trong họ Hòa thảo (Poaceae).

## Loài
Chi Gouinia gồm các loài: